# Anguillospora gigantea
Anguillospora gigantea är en svampart som beskrevs av Ranzoni 1953. Anguillospora gigantea ingår i släktet Anguillospora, ordningen Pleosporales, klassen Dothideomycetes, divisionen sporsäcksvampar och riket svampar.   Inga underarter finns listade i Catalogue of Life.